# Blygrå kantlav
Blygrå kantlav (Lecanora persimilis) är en lavart som först beskrevs av Thore M. Fries och som fick sitt nu gällande namn av William Nylander. 
Blygrå kantlav ingår i släktet Lecanora och familjen Lecanoraceae.  Arten är reproducerande i Sverige. Inga underarter finns listade i Catalogue of Life.